# Eurycea spelaea
Eurycea spelaea – gatunek płaza ogoniastego z rodziny bezpłucnikowatych (Plethodontidae). Gatunek endemiczny w USA, występuje na terenie stanów Arkansas, Kansas, Missouri i Oklahoma.
Dawniej za synonimy tego gatunku uznawano Eurycea nerea i Eurycea braggi, jednak badania genetyczne (Phillips et al. 2017) wykazały, że są to osobne, kryptyczne gatunki.
Zamieszkuje źródła, tereny krasowe i jaskinie, wyłącznie na obszarze Wyżyny Ozark. Jest to jedyny gatunek salamandry jaskiniowej, który przechodzi przeobrażenie.
Larwa reofilna tej salamandry ma jaskrawe ubarwienie, szaro-brązowe lub purpurowe, często z żółtymi plamami po bokach. Wyróżnia się posiadaniem w pełni rozwiniętych i widzących oczu, co pozwala jej żyć także na powierzchni ziemi, w źródłach i strumieniach. Larwy przechodzą przeobrażenie po upływie 2–3 lat. W rezultacie tracą skrzela, a ich powieki zrastają się, uniemożliwiając widzenie. Z tego powodu osobniki dorosłe żyją wyłącznie pod ziemią. Mają ubarwienie biało-różowe.
W Czerwonej księdze gatunków zagrożonych IUCN płaz ten klasyfikowany jest jako gatunek najmniejszej troski (LC, ang. Least Concern). Może być podatny na lokalne czynniki pogarszające jakość wód gruntowych.